# Orero
Orero (ligur nyelven Oê) település Olaszországban, Liguria régióban, Genova megyében. Lakosainak száma 497 fő (2023. január 1.). Orero Cicagna, Coreglia Ligure, Lorsica, San Colombano Certénoli és Rezzoaglio községekkel határos.

## Népesség
A település lakossága az elmúlt években az alábbi módon változott:
| Lakosok száma | 546  | 540  | 497  |
|               | 2017 | 2018 | 2023 |